# Новосибирский музыкальный театр
Новосибирский музыкальный театр — музыкальный театр, расположенный в Новосибирске. Основан  2 февраля 1959 года. До 2017 года назывался «Новосибирский театр музыкальной комедии». В репертуаре театра — классика жанра оперетты, музыкальной комедии, современные экспериментальные работы в жанре мюзикла, спектакли для детей и юношества. Здание театра расположено на территории Центрального парка культуры и отдыха. Член Ассоциации музыкальных театров.

## Деятельность
В 2004 году Новосибирский музыкальный театр совместно с Ассоциацией музыкальных театров провёл первый театральный фестиваль новых проектов для музыкального театра «Другие берега», объединяющего новые оригинальные сочинения и наиболее интересные постановки в области музыкального театра, в 2013 году состоялся второй фестиваль «Другие берега». Активно участвует в экспериментах, в том числе в ежегодном Международном театральном интернет-фестивале «Театральная паутина», транслирующем в режиме on-line лучшие театральные постановки российского и мирового театра (2005 — мюзикл «В джазе только девушки», 2008 — мюзикл А. Колкера «Гадюка»).
В 2010 году коллективом театра совместно с Новосибирской государственной консерваторией (академией) был инициирован и реализован масштабный социально-культурный проект, посвящённый 60-летию Великой Победы «Молодые помнят». В рамках проекта на сцене театра состоялась постановка спектакля «В начале мая» с участием студентов консерватории и постановка музыкальной драмы «А зори здесь тихие…», созданной по заказу театра новосибирскими авторами Нонной и Андреем Кротовыми. Спектакль «А зори здесь тихие...» внесён в «Золотую книгу культуры Новосибирской области».
В 2012 году Новосибирский музыкальный театр стал лауреатом конкурса министерства культуры Новосибирской области «Модель управления качеством в учреждениях культуры».

## Руководство
- Художественный руководитель-директор: заслуженный артист РФ Кипнис Леонид Михайлович. Руководил театром с 1995 по декабрь 2024 года.
- Главный дирижёр: Новиков Александр Сергеевич
- Главный хормейстер: заслуженная артистка РФ Горбенко Татьяна Евгеньевна
- Дирижер Певзнер Марк Борисович

## Артисты
- Персоналии:Новосибирский театр музыкальной комедии

- Народный артист РФ Александр Выскрибенцев (Лауреат Национальной театральной Премии «Золотая маска»)
- Народный артист РФ Иван Ромашко (приз «За честь и достоинство» Национальной театральной премии «Золотая маска» 2010 года[2])
- Народная артистка РФ Ольга Титкова (Лауреат Национальной театральной Премии «Золотая маска»)
- Владимир Вальвачёв, заслуженный артист РФ
- Заслуженная артистка РФ Вероника Гришуленко (Лауреат Национальной театральной Премии «Золотая маска»)
- Заслуженная артистка РФ Людмила Шаляпина
- Заслуженная артистка РФ Марина Ахмедова
- Александр Крюков (Лауреат Национальной театральной Премии «Золотая маска» 2021 года в номинации «Оперетта-мюзикл/Мужская роль»)[3]
- Никита Воробьёв (Лауреат Национальной театральной Премии «Золотая маска» 2021 года в номинации «Оперетта-мюзикл/Лучшая роль второго плана»)
- Андрей Алексеев
- Наталья Данильсон
- Елизавета Дорофеева
- Андрей Дорошенко
- Светлана Дубровина
- Дмитрий Емельянов
- Вадим Кириченко
- Яна Кованько
- Марина Кокорева
- Антон Лидман
- Андрей Пашенцев
- Наталья Пашенцева
- Евгений Поздняков
- Роман Ромашов
- Светлана Склёмина
- Анна Ставская
- Татьяна Фомичева
- Андрей Черняев
- Вячеслав Слаутин
- Евгений Дудник
- Анна Фроколо
- Василий Халецкий
- Евгения Огнева
- Дарья Войналович
- Михаил Полубоярцев
- Кирилл Бедарёв

## Номинации и награды

### Номинации
Театр неоднократно принимал участие в Национальном театральном фестивале «Золотая маска».
2002 год — оперетта Ф. Легара «Граф Люксембург»,
2005 год — мюзикл «В джазе только девушки»,
2006 год — музыкальная комедия «Фигаро здесь!»,
2008 год — оперетта И. Кальмана «Сильва»,
2009 год — мюзикл А. Колкер «Гадюка»,
2013 год — мюзикл Г. Гладкова «12 стульев»,
2016 год — мюзикл А. Кротова «Вий»,
2018 год — мюзикл «Безымянная звезда»,
2019 год — мюзикл А. Кротова «Римские каникулы»,
2021 год — рок-мюзикл «Фома».

### Премии
2001 год — Лауреат Всероссийского конкурса «Окно в Россию», учрежденного газетой «Культура», в номинации «Лучший музыкальный театр».
2019 год — Лауреат Премии «Золотая маска» мюзикл А. Кротова «Римские каникулы». Лучший спектакль в номинации «Оперетта-Мюзикл/Спектакль». Режиссёр Филипп Разенков победил в номинации «Оперетта-мюзикл/Работа режиссёра».
2021 год — Лауреат Премии «Золотая маска» рок-мюзикл «Фома». Лучший спектакль в номинации «Оперетта-Мюзикл/Спектакль». Так же премии получили Александр Крюков в номинации «Оперетта-мюзикл/Мужская роль» и Никита Воробьёв в номинации «Оперетта-мюзикл/Лучшая роль второго плана».